# Park Anny Politkovské
Il Park Anny Politkovské ("Parco Anna Politkovskaja") si trova nel centro della città di Karlovy Vary, in Repubblica Ceca, ed è situato tra la ulice Krále Jiřího e le Poštovními schody.

## Storia e descrizione
Il parco si trova vicino la ulice Krále Jiřího ("via Re Giorgio") che porta dal centro della città al quartiere Westend di Karlovy Vary. Il parco prende il nome da Anna Stepanovna Politkovskaja (1958–2006), una giornalista, scrittrice e attivista politica russa di origini ucraine. La proposta di intitolare a lei il parco si deve al centro per i diritti umani Člověk v tísni, il cui direttore era Marek Svoboda. La cerimonia di intitolazione si svolse il 4 ottobre del 2012 e la targa dedicata alla giornalista assassinata fu svelata dal vicesindaco Jiří Klsák. La manutenzione del parco è curata dall'ente collaboratore Správa lázeňských parků.

## Monumenti
Nel parco sono presenti una scultura e due targhe:
- La scultura Nový život ("Vita nuova"), scolpita tra il 1974 e il 1976 dallo scultore accademico Antonín Kuchař e dalla scultrice e ceramista Erna Gizela Kuchařová.
- La targa commemorativa di Anna Politkovskaja recita così:

30. srpen 1958 – 7. říjen 2006
PAMÁTCE RUSKÉ NOVINÁŘKY
ZAVRAŽDĚNÉ ZA ODHALOVÁNÍ PRAVDY.
MNOHO SIL TĚM,
KDO DÁL NESOU JEJÍ ODKAZ.»
30 agosto 1958 – 7 ottobre 2006
IN RICORDO DI UNA GIORNALISTA RUSSA
ASSASSINATA PER AVER RIVELATO LA VERITÀ.
MOLTA FORZA PER COLORO
CHE PORTANO ANCORA LA SUA EREDITÀ.»
- Una targa commemorativa della giornalista e pubblicista Anna Fidlerová, una personalità importante della regione di Karlovy Vary,[4] reca l'iscrizione seguente:

NOVINÁŘKA
„NEBERTE SAMI SEBE PŘÍLIŠ VÁŽNĚ, BUĎTE NAD VĚCÍ“
11. 11. 1919 HOSPOZÍN – 14. 3. 2016 KARLOVY VARY»
GIORNALISTA
"NON PRENDERTI TROPPO SERIAMENTE, STAI AL PASSO CON LE COSE"
11/11/1919 HOSPOZÍN – 14/03/2016 KARLOVY VARY»